# 4343 Tetsuya
4343 Tetsuya eller 1988 AC är en asteroid i huvudbältet som upptäcktes den 10 januari 1988 av de båda japanska astronomerna Seiji Ueda och Hiroshi Kaneda i Kushiro. Den är uppkallad efter den japanske amatörastronomen Tetsuya Fujii.
Asteroiden har en diameter på ungefär 18 kilometer och den tillhör asteroidgruppen Dora.